# Piñonhjortråtta
Piñonhjortråtta (Peromyscus truei) är en däggdjursart som först beskrevs av Shufeldt 1885. Den ingår i släktet hjortråttor, och familjen råttdjur. Inga underarter finns listade i Catalogue of Life.

## Utseende
Arten når en absolut längd (med svans) av cirka 19 eller 20 cm och i genomsnitt 2,2 cm långa bakfötter. Beroende på utbredning är svansen längre eller kortare än huvud och bål tillsammans. Kännetecknande är stora öron. I motsats till Peromyscus difficilis är den långa och mjuka pälsen på ovansidan inte gråaktig utan gulbrun till brunsvart. På svansens ovansida förekommer en mörk längsgående strimma.

## Utbredning
Denna gnagare förekommer i västra USA från Kansas och Oklahoma till Stilla havet samt på norra Baja California (Mexiko). Arten lever i låglandet och i bergstrakter upp till 2300 meter över havet. Habitatet är oftast torr eller halvtorr. Piñonhjortråttan hittas i buskskogar, i skogar och i klippiga halvöknar med några buskar.

## Ekologi
Individerna vilar i bergssprickor eller i trädens håligheter. De äter frön, nötter, bär, svampar och insekter. Arten är främst aktiv på natten men kan även vara dagaktiv. Fortplantningen sker i varma regioner över hela året och i kallare områden bara under våren och sommaren. I Kalifornien kan en hona ha 3 eller 4 kullar per år. Dräktigheten varar 25 till 27 dagar och sedan föds 3 eller 4 ungar. De flesta individerna dör innan de är ett år gamla.
Ungdjur föds nakna, blinda och döva. De får päls efter 14 dagar och öppnar ögonen samt öronen efter 16 till 21 dagar. De flesta honor slutar efter ungefär 4 veckor med digivning. Efter cirka 7 veckor får individerna de vuxna djurens päls.

## Bevarandestatus
För beståndet är inga hot kända och hela populationen antas vara stabil. Internationella naturvårdsunionen (IUCN) kategoriserar arten globalt som livskraftig (LC).